# Mollenhuizen

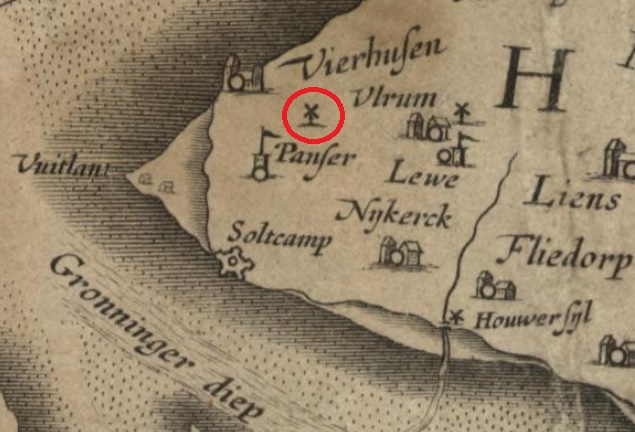
De molen van het gehucht Mollenhuizen op de kaart van Barthold Wicheringe uit 1616

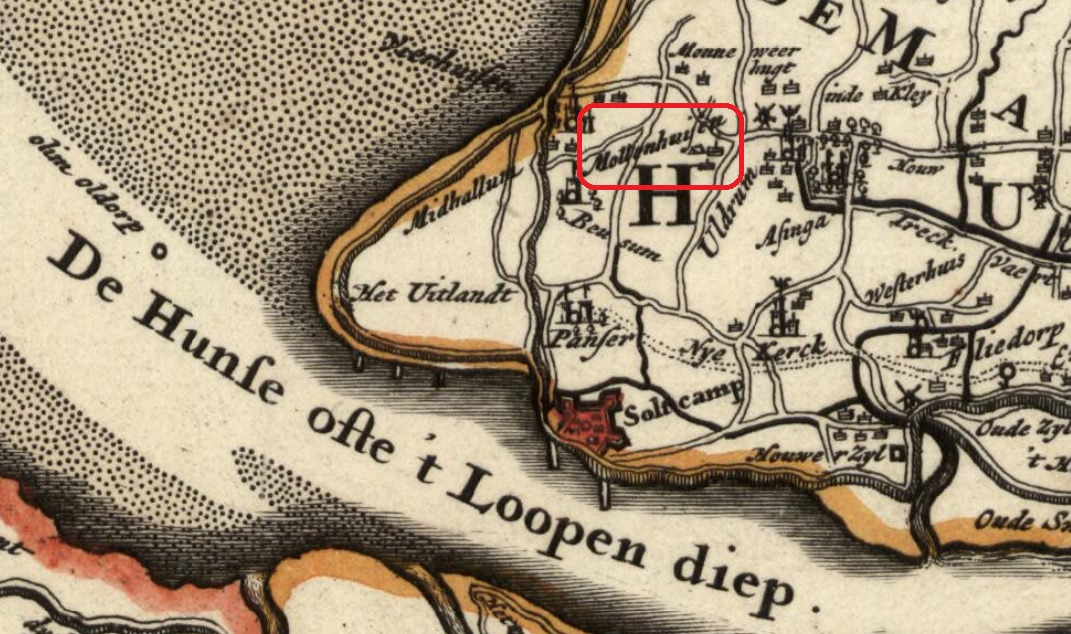
Het gehucht Mollenhuizen op de kaart van Tjarda van Starkenborgh uit 1684

Mol(l)enhuizen is een verdwenen gehucht tussen de gehuchten Menneweer en Elens op de weg tussen de dorpen Vierhuizen en Ulrum in de gemeente Het Hogeland in de Nederlandse provincie Groningen. Van het gehucht resteert alleen een bossage langs de noordkant van de Menneweersterweg.

## Geschiedenis
Over het gehucht is weinig bekend. In 2025 werd door historicus Richard Paping een reconstructie gemaakt op basis van de beschikbare gegevens.
Mogelijk is het gehucht rond 1600 ontstaan. Het bestond begin 17e eeuw uit standerdmolen met ten oosten daarvan een drietal huizen op een rij aan zuidzijde van de weg. Deze huizen stonden op grond van de kerk van Vliedorp (kerkeheem). Op latere kaarten is ook aan noordzijde van de weg een huis te zien, dat er mogelijk toen ook al stond. 
De molen, waarnaar het gehucht genoemd was, is voor zover bekend alleen zichtbaar op de kaart van Barthold Wicheringe uit 1616. De molen verdween bij de instelling van de belasting op het malen van rogge en tarwe in 1628.
De bewoners waren actief als kleine ambachtslieden. Begin 17e eeuw bevonden zich er naast een molenaar in elk geval ook een smid. Rond 1700 was er ook een winkel ('kremerij'). 
Bij de Kerstvloed van 1717 zijn de huizen vermoedelijk weggespoeld. Na dat jaar komt in de kerkboeken van Vliedorp alleen nog het noordelijke huis voor. Begin 19e eeuw bezat de bewoner daarvan ook een boerderij op Menneweer, die hij in 1818 naar de weg verplaatste. Het huis komt nog voor op de kadastrale minuut, maar werd rond 1835 afgebroken.
Het perceel waar de molen en drie huizen op stonden, werd bij het landbouwperceel getrokken. Op het perceel aan noordzijde stond halverwege de 19e eeuw een haag. Later ontstond hier een bosplantsoen. In een volksverhaal wordt gesteld dat het hier spookte: "Muilenhoezen was 'n gehucht tussen Elens en Menneweer, dat ien 1717 wègspould is. Nou hait dat laand Muilenhoestoenje. Doar daanzen de heksen en doar spoukt 'n keeskerel mit 'n groot mès!".